# 책계왕
책계왕(責稽王, ? ~ 298년, 재위 : 286년 ~ 298년)은 백제의 제9대 국왕이다. 고이왕의 아들로 청계왕(靑稽王), 책찬왕(責贊王)이라고도 부른다. 체격이 크고 사나웠다고 한다.

## 생애
고이왕의 맏아들이며 왕비는 대방왕(帶方王)의 딸 보과(寶菓)이다. 《삼국사기》에 따르면 286년에 수도인 위례성을 화려하게 수리하고 고구려의 침입을 대비하기 위해 아차성과 사성을 수축했다.
298년 음력 9월, 한군(漢軍)이 낙랑과 맥인(貊人)을 이끌고 침입했을 때 직접 출전하였으나 백제가 크게 패했고 책계왕도 전투에서 사망하였다.

## 가계
- 부왕 : 고이
- 모후 : ?
  - 왕후 : 보과부인(寶菓夫人) - 대방군(帶方郡) 태수(太守)의 딸
    - 장남 : 분서
      - 손자 : 계

## 같이 보기
- 유례 이사금 (284년 - 298년)
- 서천왕 (270년 - 292년)
- 봉상왕 (292년 - 300년)
- 마품왕 (253년~291년)
- 거질미왕 (291년~346년)

| 전 대 고이왕 | 제9대 백제 국왕 286년 - 298년 | 후 대 분서왕 |

## 참고 문헌
- 삼국사기(三國史記)
- 삼국유사(三國遺事)